# The Girl at Home
The Girl at Home er en amerikansk stumfilm fra 1917 af Marshall Neilan.

## Medvirkende
- Vivian Martin som Jean Hilton.
- Jack Pickford som Jimmie Dexter.
- James Neill som Squire Padgate.
- Olga Grey som Diana Parish.
- Edythe Chapman som Mary Dexter.